# 裸心社
裸心社是一个为自由职业者、初创团队、中小企业和大型跨国公司提供共享办公空间和社区服务的联合办公空间运营商，由奢华度假村品牌裸心集团于2015年在中华人民共和国上海市创立。裸心社目前在中国大陆、香港和越南拥有21个联合办公点。在近期与新加坡最大的联合办公空间运营商JustCo合并之后，裸心社的业务网络将扩展至覆盖上海、北京、香港、越南、曼谷、雅加达、吉隆坡和新加坡等多个城市的41个联合办公空间。

## 历史
出生于南非的企业家高天成于2005年来到上海，并于2007年创办了裸心集团。现集团旗下包括有高天成和妻子叶凯欣在浙江莫干山开设的环保奢华度假村裸心谷和裸心堡。
首家裸心社于2015年11月在上海开幕，次年又在上海开设了另外6家分社。
2016年8月，裸心集团任命乔纳森·赛理格为裸心社的首席执行官。赛理格在中国和亚洲市场拥有超过20年的工作经验。他于2005年至2010年间任职于历锋集团（Richemont Group）旗下的阿尔弗雷德登喜路公司（Alfred Dunhill），并担任中国区董事总经理一职。赛理格在2010年被正式委任为COACH中国区总裁兼首席执行官一职，负责运营COACH在中国大陆的业务。
2016年，裸心社完成了由私募基金管理公司香港基汇资本领投的3300万美元B轮融资。运用新增投资，裸心社在中国大陆、香港、新加坡和东南亚其它主要城市开设了多家新社。
2017年7月，裸心社在香港上環文咸東街開設香港第一個裸心社共享工作間。其後，再在西營盤荷里活道開設第二個共享工作間。
在2017年7月，裸心社宣布了其与新加坡联合办公空间提供商JustCo合并的意向。两大品牌共同打造了亚洲最大的高端联合办公空间品牌，双方的业务网络将扩展至覆盖 6 个国家 9 大城市，包括位于雅加达、曼谷和吉隆坡的新社在内，所分布的41 个联合办公空间的总建筑面积达 140,000 平方米。
2017年下半年，裸心社正在为企业进行C轮融资，并旨在于近年内在亚洲地区开设逾200家联合办公空间。
2018年4月11日美國共享辦公室租賃公司WeWork斥資4億美元（約31.2億港元）收購祼心社。